# Sidonia Jędrzejewska
Sidonia Elżbieta Jędrzejewska, född 5 november 1975 i Kraków, är en polsk politiker (Medborgarplattformen). Hon var ledamot av Europaparlamentet 2009–2014.
Jędrzejewska studerade sociologi i Poznań och var sedan forskarstuderande vid Polska Vetenskapsakademien i Warszawa. Hon vistades både i Tyskland och i Sverige som stipendiat. Hon tjänstgjorde 2008–2009 som biträdande statssekreterare vid byrån för europeisk integration under Komitet Integracji Europejskiej, en statlig europapolitisk myndighet som sedan 2010 är en del av Polens utrikesministerium.
Jędrzejewska blev invald i Europaparlamentet från Poznańs valkrets i Europaparlamentsvalet 2009.